# Opservatorij Hvar
Opservatorij Hvar Geodetskoga fakulteta Sveučilišta u Zagrebu je zvjezdarnica za astrofizička istraživanja, smještena iznad grada Hvara (visina smještaja kupola između 173 i 245 metara nad morem). Otvoren je 1972. i u njem se obavljaju istraživanja u području fizike Sunca, fotometrije zvijezda, posebno promjenljivih zvijezda razreda Be, te se istražuju zvjezdani skupovi i galaktike. Za opažanje Sunca služi dvostruki teleskop; jednim se snima fotosfera (otvor leće 217 mm, žarišna duljina 2 450 mm), a drugim kromosfera (130 mm, odnosno 1 950 mm), koja se snima s uskopojasnim spektralnim filtrom. Za opažanje zvijezda koristi se reflektor Cassegrainova sustava, otvora 65 cm, te od 1997. zajednički austrijsko-hrvatski teleskop, sa zrcalom promjera 1 m, također tipa Cassegrainova reflektora.
Opservatorij je smješten na jugozapadnom dijelu otoka Hvara, iznad grada Hvara na strmom brežuljku nadmorske visine od 240 m u povijesnoj utvrdi Napoljun, koju je izgradila francuska vojska za vrijeme Napoleonskih ratova početkom 19. stoljeća.
Osnovan je 1972. godine zajedničkim naporima Vijeća za Znanost Socijalističke Republike Hrvatske i Astronomskog instituta Čehoslovačke Akademije Znanosti, Ondrejov, a kao jedan od zavoda Geodetskog Fakulteta Sveučilišta u Zagrebu.